# Niederlausitzer Mundart
Die Niederlausitzer Mundart ist ein mitteldeutscher Dialekt auf niederdeutschen (südmärkischen) und sorbischem Substrat, der zu den lausitzischen Dialekten zählt und in Brandenburg um Cottbus sowie in Sachsen um Hoyerswerda gesprochen wird. Gemeinsam mit dem Berlinischen bildet die Niederlausitzer Mundart die Gruppe der Südbrandenburgischen (südmärkischen) Dialekte.
Über ihr jetziges Verbreitungsgebiet hinaus wurde die Niederlausitzer Mundart bis zum Zweiten Weltkrieg um das heutige Żary (Sorau) gesprochen. Das Niederlausitzische hat eine wahrnehmbare Differenz zu den nördlichen märkischen Mundarten und steht im klaren Unterschied zu den westlich gelegenen Mundarten des Obersächsischen und Anhaltischen, während es nach Süden hin allmählich in die Oberlausitzer Dialekte (z. B. West- oder Ostlausitzer Mundart) übergeht.

## Allgemein
Aufgrund der geografischen Verdrängung der niedersorbischen Sprache sowie sprachlicher Durchmischung mit der einsetzenden Industrialisierung bis zum Ende des Zweiten Weltkriegs zeichnet sich die Niederlausitzer Mundart durch das Fehlen von lokaltypischen Wörtern aus. Es wird nahezu Hochdeutsch gesprochen mit einigen Synkopen und Apokopen, die aber in den meisten deutschen Mundarten gleich sind. Am ehesten gibt es noch eine Verwandtschaft zum Berlinerischen und dadurch zum Niederdeutschen. Besonders zu erwähnen dabei ist das „wa“, das so viel bedeutet wie „nicht wahr?“. Dieses Wort verliert aber in Richtung Oberlausitzer Bergland an Bedeutung, dafür hält das Oberlausitzische „noh“ für „jetzt, nun“ Einzug, beginnend ab den Orten Görlitz und Bautzen. Das einzige Typische an der Aussprache ist das kehlige „r“. Dadurch wird das „-er“ am Wortende fast immer zu einem „-a“, z. B.: „Wassa“ statt „Wasser“. Am Wortanfang wird das „r“ immer, aber nie hart, gesprochen. In der Wortmitte kann man es bei vielen Wörtern kaum hören, z. B.: A’beit, statt Arbeit. Des Weiteren werden im Niederlausitzischen bestimmte Buchstaben- und Wortkombinationen gerne zusammengezogen, z. B. „Geh’mamal“ für „Gehen wir mal“ oder „Hammada“ für „Haben wir da“. Eine etwas weniger verkürzte Version dieser Wortkombinationen kommt durch die Nutzung von „wa“ anstelle von „wir“ zustande. Damit werden Aussagen wie „Können wir machen“ oder „Haben wir da“ zu „Könn’ wa machn“ und „Hamm wa da“. Diese Art der Aussprache kann man als eine etwas brandenburgerische und weniger sächsische Variante begreifen. Eines der wenigen Wörter, die aus dem Sächsischen übernommen wurden, ist „gorni“, eine Kontraktion von „gar nicht“. In der Aussprache der südlichen Regionen aber meist als „garni“ oder besser mit dem Buchstaben „å“ als „gårni“. In Richtung Cottbus, Spremberg und Finsterwalde weicht „gorni, garni, gårni“ dem „garnich, garnech, gornich“. Der Grund für diese Entwicklung ist die besondere Geschichte dieser Region.

## Geschichte
Die Region, in der die Niederlausitzer Mundart gesprochen wird, umfasst die ehemaligen Landkreise Lübben, Luckau, Calau, Senftenberg, Finsterwalde, Cottbus, Spremberg, Hoyerswerda, Guben, Forst und Weißwasser.
Diese Region ist sehr spät, nämlich erst 1220, von deutschsprachigen Siedlern bevölkert worden. Dies lag zum einen vor allem an den vielen Sümpfen, die es schwer machten, Ackerland zu gewinnen. Zum anderen war die Kultivierung nicht sehr aussichtsreich, da es sich hier meist um mineralstoffarmen Sandboden handelte (Podsol). Dadurch blieb es bis ins 19. Jahrhundert hinein sehr dünn und überwiegend von Sorben besiedelt. Mit der Industriellen Revolution und dem Finden von Braunkohle (zwischen Senftenberg und Hoyerswerda) kamen viele Zuzügler, vor allem aus Schlesien und dem Ruhrgebiet, aber auch vielen anderen Teilen Deutschlands, in die Region. Dieser Prozess verstärkte sich nach dem Zweiten Weltkrieg. Nun kamen neben vielen Flüchtlingen auch Menschen aus Thüringen, Mecklenburg und Sachsen in das Land Brandenburg. Von den vielen Mundarten konnte sich keine letztendlich durchsetzen, was u. a. daran lag, dass es für einen Märker schwer gewesen wäre, sächsisch zu sprechen, und umgekehrt, und somit bildete sich hier ein fast hochdeutsches Sprachgebiet heraus. Im heutigen Sprachgebrauch wird die Niederlausitzer Mundart im täglichen Umgang verwendet und ist in allen Gesellschaftsschichten anzutreffen. Durch die fast hochdeutsche Aussprache und das Fehlen spezieller regionaler Wörter und Redewendungen wird die Niederlausitzer Mundart schnell von Zuzüglern erworben und findet fließend Eingang in die Umgangssprache. Teilweise werden Zeitungsartikel in Niederlausitzer Mundart veröffentlicht. Der Schriftsteller Erwin Strittmatter verwendet häufig in seinen Werken diesen Dialekt.

## Merkmale
- Lautverschiebung von p, t, k zu f (nicht pf), z/ß, ch:
  - Fanne ‚Pfanne‘, Ferd ‚Pferd‘, Fund ‚Pfund‘, heeßen ‚heißen‘, ich, weech ‚weich‘[2]
  - daneben aber auch Appel ‚Apfel‘, plüen/plien ‚pflügen‘[2]
- Bewahrung der niederdeutschen Monophthonge ê und ô statt hochdeutsch ei und au
  - Been, breet, Boom, kofen, lofen,[2] vgl. mmk. Been, breet, Boom, kopen, lopen
- Entrundung von ö, ü und eu
  - hibsch ‚hübsch‘, Biecher ‚Bücher‘, Lecher ‚Löcher‘, scheen ‚schön‘, Scheine ‚Scheune‘[2]
- Kurz gesprochenes „i“ [ɪ] wird häufig zu kurzem „ü“ [ʏ], z. B.: Tüsch ‚Tisch‘, Hürsch ‚Hirsch‘, Kürche ‚Kirche‘, Kürsche ‚Kirsche‘, Mülch ‚Milch‘ usw.
- Das in der Oberlausitzer Mundart stark auftretende kehlige „Rollen“ des R-Lautes, ähnlich dem amerikanisch-englischen Akzent, verschwindet in der Niederlausitz. Stattdessen tritt verstärkt ein „Verschlucken“ von Buchstaben auf; hierzu gehört z. B. das bereits erwähnte „r“ in Wortmitte und -ende.
- Das Perfekt wird teilweise anders als im Hochdeutschen gebildet, z. B.: „sie wurde gefalten“ statt: „sie wurde gefaltet“. Beispielsatz: Ich hab’ den Fernseher angeschalten. – Ich habe den Fernseher angeschaltet.

- Slawische Einflüsse, v. a. aus dem Niedersorbischen:
  - fehlender Artikel (foahre noach Schmiede)[3]
  - Unsicherheit im Gebrauch von anlautendem h- (eezen ‚heizen‘, Eistall ‚Heustall‘)[3]
  - Gebrauch des Reflexivpronomens (die Katze leeft sich „die Katze ist läufig“, wörtlich „die Katze läuft sich“)[3]
  - regional begründete Wörter, die durch die Zweisprachigkeit dieses Gebietes entstanden sind:
    - Hupatz (Sub. m. < sorb. hupac ‚Wiedehopf‘) → „Stinkt wie Hupatz!“, Mauke (adv. < sorb. małko ‚zu wenig, Ball‘), Plins/Plinse (gesprochen Plinz/Plinze, Sub. m. < sorb. blińc/blińcy „Eierkuchen“), Plauze < slaw. płuca (Plt.)

- Abbau des Dativs
  - „Mir“ und „mich“ werden häufig verwechselt; ebenso wird beim Dativ häufig statt bei der …, bei die … gesagt.
  - Statt des Dativs Plural wird oft der Akkusativ Plural verwendet. Beispiele: mit die Arme ‚mit den Armen‘, mit die Beene ‚mit den Beinen‘, mit die Plauze ‚mit der Plauze‘
- Adjektivischer Gebrauch der umgangssprachlichen Adverbien zu, ab, auf
  - Die Tür / das Fenster ist zu (geschlossen). – eine zue Tür / ein zues Fenster statt eine geschlossene Tür / ein geschlossenes Fenster
  - Die Klinken und Knaufe sind ab (abmontiert, entfernt). – die abben [gesprochen: ab'm] Klinken und Knaufe
  - Das Tor / die Schranke / der Laden ist auf (offen, geöffnet) – ein auffes Tor, eine auffe Schranke, ein auffer Laden

## Sprachbeispiele
Unterschiede zur Standardlautung:
- een – statt: ein (Zwielaut [aɪ̯] wird am Wortanfang zu einem langen [e:])
- keen – statt: kein (Zwielaut [aɪ̯] wird im Wortinneren zu einem langen [e:])
- geh’n – statt: gehen (Synkope)
- ooch oder oh – statt: auch (Zwielaut [aʊ̯] wird am Wortanfang zu einem langen [o:])
- kohf’n – statt: kaufen (Zwielaut [aʊ̯] wird im Wortinneren zu einem langen [o:])
- off/uff – statt: auf (Zwielaut [aʊ̯] wird am Wortanfang zu einem kurzen [ʊ])
- maa – statt: mal
- -'m – statt: -ben. nicht nur, aber immer nach langgesprochenem Vokal

Der Hamma’ liegt off’m Tüsch. – Der Hammer liegt auf dem Tisch.

Das weeß ich do’h ooch nii (regional verschieden, auch „nich“) – Das weiß ich doch auch nicht.

Geh’n wa eene roochen? – Gehen wir eine (Zigarette) rauchen?

Ich hab zwee Beene und keene Ahnung. – Ich habe zwei Beine und keine Ahnung.

Wenn eener fragt: Ich weeß von nischt! – Wenn einer fragt: Ich weiß von nichts!

oh maa – auch mal

Aa’md – Abend / üü’m – üben / oo'm – oben / haa’m’wa bzw. haa’m’ma – haben wir